# Fläskkött

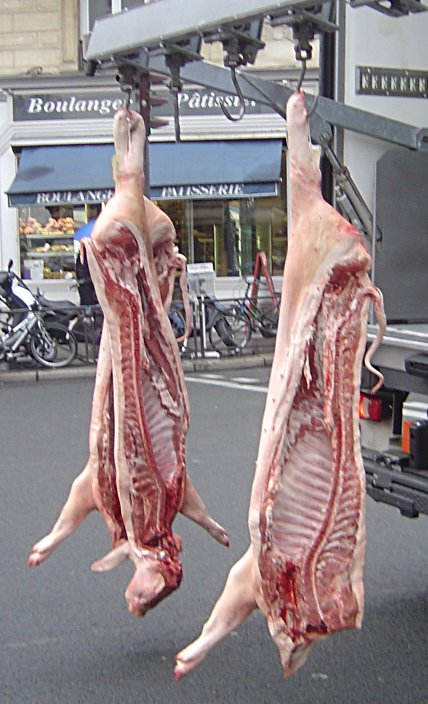
En slaktkropp färdig för styckning.

Tyskt styckningsschema för gris.
1. Grishuvud
2. Bog
3. Späck
4. Fläskkarré
5. Tjocka revben
6. Kotlettrad
7. Kotlettrad, benfri
8. Fläskfilé
9. Tunna revben
10. Sida, sidfläsk
11. Bogblad
12. Skinka
13. Fläsklägg
14. Grisfötter
15. Svans

Fläskkött, även kallat griskött, är kött från gris. Fläskkött med hög fetthalt kallas i fackmässiga sammanhang fläsk, vilket i vardagligt tal oftast används som synonym till fläskkött[källa behövs]. 
Fläsk är en vanlig komponent i traditionell svensk husmanskost.

## Historia
Grisen är en av de äldsta formerna av tama kreatur, redan omkring år 5000 f.Kr. domesticerades vildsvinet i Främre Orienten och i Kina. Då grisen är allätare och är anpassningsbar till sin natur, lyckades människan tidigt tämja den och utnyttja den som föda, tidigare än till exempel nötkreatur.
Innan fläskproduktionen industrialiserades på 1900-talet, var fläskkött i Europa och Nordamerika en typisk hösträtt. Man slaktade grisen på hösten efter att den götts och växt till sig under våren och sommaren.

## Världsproduktion
| Topp producenter av fläskkött 2018 | Topp producenter av fläskkött 2018 |
| Land                               | Produktion (ton)                   |
| ---------------------------------- | ---------------------------------- |
| Kina                               | 54.037.400                         |
| USA                                | 11.942.965                         |
| Tyskland                           | 5.369.944                          |
| Spanien                            | 4.530.474                          |
| Vietnam                            | 3.816.414                          |
| Brasilien                          | 3.787.660                          |
| Ryssland                           | 3.744.170                          |
| Frankrike                          | 2.166.417                          |
| Kanada                             | 2.142.283                          |
| Polen                              | 2.135.800                          |
| Filippinerna                       | 1.873.063                          |
| Danmark                            | 1.583.247                          |
| Mexiko                             | 1.502.521                          |
| Italien                            | 1.470.671                          |
| Nederländerna                      | 1.461.345                          |
| Sydkorea                           | 1.324.718                          |
| Japan                              | 1.284.225                          |
| Belgien                            | 1.073.121                          |
| Myanmar                            | 1.063.087                          |
| Thailand                           | 999.227                            |

## Produktion och konsumtion i Sverige 1960-2016
Det finns cirka 1 200 gårdar i Sverige som producerar griskött. Varje år beräknas cirka 2,5 miljoner grisar slaktas i köttsyfte i Sverige. Det finns ungefär 120 000 suggor i Sverige som generellt får två kullar varje år. En griskull är vanligtvis 12–14 stycken. Suggor utan griskultingar kallas ibland för sinsuggor. Användning av antibiotika i tillväxtbefrämjande syfte är sedan 1986 förbjudet. 2012 användes endast cirka 12 ton antibiotika (alla djurslag), detta kan jämföras med den svenska sjukvården som använde cirka 65 ton. 
| 1960  | 1970  | 1980  | 1990  | 2000  | 2010  | 2015  | 2016  |
| ----- | ----- | ----- | ----- | ----- | ----- | ----- | ----- |
| 70,80 | 79,50 | 103,5 | 88,00 | 133,8 | 151,8 | 149,5 | 149,4 |

| 1960 | 1970 | 1980 | 1990 | 2000 | 2010 | 2015 | 2016 |
| ---- | ---- | ---- | ---- | ---- | ---- | ---- | ---- |
| 9,5  | 9,9  | 12,5 | 10,3 | 15,1 | 16,2 | 15,4 | 15,1 |

## Svenska styckningsdetaljer
Gris styckas på olika sätt beroende på land och tradition. Svensk gris styckas vanligen genom att först avlägsna huvud och sedan delas grisen på längden, som grovstyckas i frampart, mittbit och rakskuren skinka. Därefter finstyckas grisen enligt följande:
- Griskind
- Karré, kallas också grishals, i regel väl marmorerat och därför mycket väl lämpat för grillning. Tillreds ofta också som ugnsstek.
- Fläskkotlett kallas en ryggkota med tillhörande kött, lämplig bland annat för grillning. Fläskhare är ett alternativt namn på benfri fläskkotlett. Fläskytterfilé är ett alternativt namn på hel, benfri fläskkotlett. Benämningen har blivit vanligare på senare tid (2009).
- Fläskfilé räknas som en delikatess och brukar stekas eller ugnsbakas.
- Skinka kan tillagas på många sätt, den kan bland annat torkas, kokas, rökas, marineras och grillas (i Sverige ofta under namnet flintastek) eller bli julskinka.

Skinka delas även upp i:
- Fransyska
- Ytter- och innanlår
- Rulle

- Sida är fett fläsk. Äts ofta tillsammans bruna bönor och steks i ugn för att ätas kall som pålägg (honungsfläsk). Kan även rimmas och kallrökas och kallas då bacon. Används också till rullsylta.
- Revbensspjäll (ibland spareribs) tillagas ofta i ugn, men kan även grillas. Man skiljer på tunna och tjocka revbensspjäll, beroende på var från grisen de kommer. Revbensspjäll är en hel rad med revben (en halv bröstkorg), inte ett enstaka revben. Spjäll betyder även galler.
- Bog stor muskel vid frambenet, kan användas för stek (barbecue) eller att skära tunna skivor till till exempel fläskschnitzel.
- Bogblad detalj av bogen innehållande skulderbladsbenet.
- Lägg är grisens lår; man använder både de främre och de bakre låren. Fläsklägg säljs med svålen kvar på köttet. Läggen är ofta rimmad eller rökt. Kokt rimmad fläsklägg serveras ofta i Sverige med rotmos och senap.

Det fläsk som sitter ovanför revbenen på grisen kallas sidfläsk. Detta konsumeras inte i så stor utsträckning i Sverige, utan det mesta går på export. 
Mindre vanliga:
- Grishuvud användes förr som dekoration på julbordet och som ingrediens tillsammans med kalvkött för tillagning av pressylta. I dag används öronen som hundmat.
- Grisfötter går att äta och tillagas genom kokning i vatten med salt och kryddpeppar. Äts kalla med kokt potatis och inlagda rödbetor.

## Vanliga innertemperaturer för fläskkött
- Fläskkarré - 85°C[6]
- Fläskytterfilé - 70°C
- Fläskfilé - 70°C
- Fläskkotlett - 70°C

Innertemperaturerna för fläskkött varierar men det finns vissa rekommendationer som är värda att följa för att undvika eventuella sjukdomar på grund av felaktig hantering av köttet. Vid tillagning av kött över 65-70°C så dödas många bakterier.